# 取手市立白山小学校
取手市立白山小学校（とりでしりつはくさんしょうがっこう）は、茨城県取手市白山にある市立小学校。

## 沿革

### 略歴
取手市立白山小学校は、1953年、取手町立第三小学校として開校した。その後、1958年に取手町立白山小学校に改称し、1970年に現在の名称に改称した。

### 年表
- 1953年(昭和28年)4月1日 -取手町立第一小学校(取手小学校)(現·取手市立取手小学校)から分離して、 取手町立第三小学校として創立
- 1958年(昭和33年)4月1日-学校統合により、 取手町立白山小学校と改称、
井野(現·白山一丁目·白山五丁目の一部、白山六丁目~八丁目·井野台一丁目~二丁目、井野一丁目の一部、台宿二丁目の一部)地区の一部を、旧取手町立第二小学校(旧井野小学校)(現·取手市立取手小学校)から、取手町立白山小学校通学区域変更
- 1970年(昭和45年)10月1日 - 取手町が取手市となり、それに伴い、取手市立白山小学校と改称
- 1973年 (昭和48年)4月1日- 児童数増加により取手市立白山西小学校（2016年廃校、取手市立取手西小学校に統合）を分離
- 1979年(昭和54年) - 新校舎完成する
- 1985年(昭和60年)4月1日-井野一丁目、台宿二丁目の一部が、取手市立取手小学校、取手市立白山小学校、取手市立井野小学校の自由通学区域を解消して、指定する
  - 取手市立取手小学校、台宿二丁目の一部
  - 取手市立白山小学校、台宿二丁目の一部、井野一丁目の一部、
  - 取手市立井野小学校、井野一丁目の一部、台宿二丁目の一部
(1985年(昭和60年)1月15日発行、広報とりで,記載)

## 教育目標
豊かな心と知性に富み,心身ともにたくましい子供の育成

## 学校行事
| - 4月 1学期始業式・入学式 - 5月 - 6月 | - 7月 - 8月 - 9月 | - 10月 1学期終業式・2学期始業式 - 11月 - 12月 | - 1月 - 2月 - 3月 2学期終業式・卒業式 |

## 通学区域
- 取手市
  - 白山一丁目～四丁目, 白山五丁目の一部, 白山六丁目, 新町一丁目～四丁目, 井野台一丁目・二丁目, 井野一丁目の一部, 中原町, 井野台三丁目の一部, 台宿二丁目の一部[3]

## 進学先中学校
- 取手市立取手第二中学校[4]

※井野台一丁目~二丁目、井野一丁目の一部、台宿二丁目の一部は、2012年(平成24年)4月から、旧取手市立取手第一中学校から取手市立取手第二中学校に通学区域変更

## 交通
- JR東日本常磐線取手駅より徒歩7分